# Polymastia gemmipara
Polymastia gemmipara är en svampdjursart som beskrevs av Arthur Dendy 1916. Polymastia gemmipara ingår i släktet Polymastia och familjen Polymastiidae.
Artens utbredningsområde är havet utanför Indien. Inga underarter finns listade i Catalogue of Life.